# Gazála Dzsáved
Gazála Dzsáved (Míngavara, 1988. január 1. – Hajbar Pahtúnhva, 2012. június 18.) pakisztáni népdalénekesnő, táncos volt.

## Pályafutása
Gyermekkorában szeretett táncolni, énekelni, ezért hamar a művészetek felé fordult. Szülei – főleg édesapja – támogatták őt. Sokáig tánciskolába járt, ám végül az éneklés mellett döntött. 2008-ban szüleivel és testvérével, Farhattal elmenekültek Pakisztánból a tálibok fenyegetései és fegyveres erői elől. Dubajban éltek, ahol Dzsáved felvette első nagylemezét, amelyről a Bárán dej Bárán dej hatalmas siker lett. Több slágerlistán is első helyet ért el. Egy csapásra híressé vált mind Pakisztánban, mind Dubajban, de széles rajongó táborra tett szert Orosz- és Törökországban is.

## Zenei élete
A zenére gyakorolt hatása érezhető volt, hiszen sok, hozzá hasonlóan népdalokat és népverseket éneklő nő és férfi jelent meg, bár egyikük sem ért el akkora sikert, mint Dzsáved. A legismertebb videómegosztó oldalon több százezren nézték meg videóit, Dzsáved sokszor ide töltötte fel legújabb dalait is.

## Halála
Testvérével és édesapjával közösen egy szépségszalonban voltak 2012. június 18-án. Gazála és édesapja előre mentek, testvére még a szalonban maradt. Ekkor egy motoros terrorista hatszor lőtt Gazálára és háromszor édesapjára. Mind a kilenc golyó talált, és mindketten életüket vesztették. A hír az egész világsajtót bejárta.
A rendőrség Gazála volt férjét, Dzsehángír Hánt vádolja, aki köztudottan bűnös előéletű, továbbá terhelő körülmény rá nézve, hogy sokszor életveszélyesen megfenyegette Gazálát. Másnap, június 19-én édesapjával együtt eltemették őket szülőföldjükön. Az énekesnő már dolgozott a 8. nagylemezén.
A bírósági tárgyaláson Gazála férje ártatlannak vallotta magát, és azt mondta, minden ellene szóló vád alaptalan, és a család által kitalált koholmány. Az énekesnő testvére mégis megerősítette, hogy több halálos fenyegetést is kapott Gazála a válásuk után, főleg miután kiderült, hogy már más férfival készül házasságra lépni. A bíróság elnapolta a tárgyalást, és 2013. májusáig nem tűztek ki új időpontot. Az énekesnő feltételezett gyilkosa azóta is szabadlábon védekezik.
Máig Gazála az első nő, aki országában válópert indított és járt sikerrel. Sem előtte, sem azóta nem volt még olyan nő akinek elfogadták volna válási kérelmét.[forrás?]
Hosszú tárgyalások követték az eseményeket. Exférjét a bíróság bűnösnek találta Dzsáved és apja haláláért és életfogytiglani börtön helyett halálra ítélte majd később sokak felháborodására az ítéletet megváltoztatták és a gyilkosságért ugyan elítélték mindössze 50 millió rúpiát kell fizetnie a hozzátartozóknak, az exférj ezt sokallta így az összeg végül 20, majd 10 millió rúpia lett. Azóta a pénzt kifizette, és szabadlábon van.

## Lemezei
- 2009 - Ghazala Javed Vol.1
- 2010 - Ghazala Javed And Nazia Iqbal (Názia Ikbál és Gazála újabb dalait tartalmazza, nem duett album)
- 2010 - Ghazala Javed Vol.2
- 2010 - Raza Che Rogha Okro
- 2011 - Best Of Ghazala Javed (válogatás Dzsáved legnagyobb slágereiből)
- 2011 - Ghazala Javed Vol.3
- 2011 - Zo Spogmaii Yum

Sok helyen tévesen egy 2012-es albumot is megemlítenek amelynek címe Zhwandon TV concert in Afghanistan ez viszont a valóságban egy televíziós koncert volt amit nem 2012-ben hanem 2011-ben vettek fel, ám végül nem került kiadásra. Semmilyen dokumentum nem áll rendelkezésre a lemez létezésével kapcsolatban, így a hibásan megjelölt 2012-es album nem képezheti a diszkográfia tartalmát semmilyen formában. Az egyetlen biztos pont, hogy 2012-ben valóban kiadott volna egy lemezt, ám az szintén stúdiólemez lett volna. A televíziós koncert nem került nyilvánosságra.

## Szakmai elismerései
Egy Filmfare Award jelölés 2010-ben és egy Khyber-díj 2011-ben.